# Leave in Silence
Leave in Silence è un singolo del gruppo musicale britannico Depeche Mode, pubblicato il 16 agosto 1982 come terzo estratto dal secondo album in studio A Broken Frame.

## Video musicale
Il video che accompagna l'uscita del singolo è ancora una volta diretto da Julien Temple, e come per i precedenti See You e The Meaning of Love e per il successivo Get the Balance Right!, il trio fu insoddisfatto del risultato, tanto da rifiutarsi di inserirlo nella raccolta Some Great Videos.

## Tracce
Testi e musiche di Martin Gore.
7"
- Lato A

1. Leave in Silence (Single Version) – 4:00

- Lato B

1. Excerpt From: My Secret Garden – 3:14

12"
- Lato A

1. Leave in Silence (Longer) – 6:30

- Lato B

1. Further Excerpts From: My Secret Garden – 4:23
2. Leave in Silence (Quieter) – 3:40

CD
1. Leave in Silence (Longer) – 6:30
2. My Secret Garden (Excerpts) – 4:22
3. Leave in Silence (Quieter) (Excerpts) – 3:42
4. Leave in Silence (7" Version) – 3:59

## Formazione
Hanno partecipato alle registrazioni, secondo le note di copertina di A Broken Frame:
Gruppo
- David Gahan – strumentazione, voce
- Martin Gore – strumentazione, voce
- Andrew Fletcher – strumentazione, voce

Produzione
- Daniel Miller – produzione
- Depeche Mode – produzione
- John Fryer – ingegneria del suono
- Eric Radcliffe – ingegneria del suono
- Brian Griffin – fotografia
- Martyn Atkins – design

## Classifiche
| Classifica (1982) | Posizione massima |
| ----------------- | ----------------- |
| Germania          | 58                |
| Irlanda           | 13                |
| Regno Unito       | 18                |
| Svezia            | 17                |